# Tuva, Tierps kommun
Tuva är en by i Tierps socken, Tierps kommun. Byn är Tierps sockens gamla kyrkby.
År 1409 döms under skatt 5 + 1 öresland i 'Thuna' (kan även läsas 'Thuua'). Om detta är samma by som det senare Tuva är något osäkert. 1526 skrivs namnet 'Twwna', 1541 fanns här ett halvt skattehemman, ett kyrkotorp och två skatteutjordar. År 1567 var de båda utjordarna ombildade till ytterligare ett halvt skattehemman. Namnet skrivs 1538 Twna, 1544 Tuua, 1545 Twua, samt 1546-48 Tuna. Möjligen har Tuna-formen varit den ursprungliga, och i sådana fall skulle detta Tuna kunna vara en försvunnen stormansgård i Tierp, och att de 6 öresland som omtalas 1409 varit prästgården i Tierp, vars ägor gränsar till byn.